# Bundesstraße 3
Pour les articles homonymes, voir B3 et Route B3.
La Bundesstraße 3 (abrégé en B 3) est une Bundesstraße reliant Buxtehude à la frontière suisse, près de Weil-am-Rhein, en passant par Hanovre, Francfort-sur-le-Main et Fribourg-en-Brisgau.

## Localités traversées
- Buxtehude
- Soltau
- Bergen
- Celle
- Hanovre
- Elze
- Alfeld (Leine)
- Einbeck
- Nörten-Hardenberg
- Göttingen
- Hann. Münden
- Cassel
- Marbourg
- Giessen
- Butzbach
- Bad Nauheim
- Friedberg (Hessen)
- Francfort-sur-le-Main
- Neu-Isenburg
- Langen
- Darmstadt
- Seeheim-Jugenheim
- Bensheim
- Heppenheim
- Weinheim
- Heidelberg
- Bad Schönborn
- Bruchsal
- Durlach
- Ettlingen
- Rastatt
- Appenweier
- Offenbourg
- Herbolzheim
- Kenzingen
- Emmendingen
- Fribourg-en-Brisgau
- Bad Krozingen
- Weil-am-Rhein
- Ohlenbüttel